# Palestyńska Unia Demokratyczna
Palestyńska Unia Demokratyczna (‏الاتحاد الديمقراطي الفلسطيني‎ trb. Al-thad ad-Dimkrati al-Flstini trl. āl-ātḥād ād-dīmqrāṭī āl-flsṭīnī) – palestyńska partia polityczna.

## Historia
Powstała na przełomie 1990, a jej założycielami byli reformistyczni rozłamowcy z Demokratycznego Frontu Wyzwolenia Palestyny. W 1996 roku wzięła udział w wyborach w Autonomii Palestyńskiej, zdobyła 2,04% głosów i jedno miejsce w Palestyńskiej Radzie Legislacyjnej. W wyborach w 2006 roku wraz z DFWP i Palestyńską Partią Ludową wystartowała w ramach koalicji „Alternatywa“, wspólna lista zdobyła 2,72% głosów.
Jest członkiem Organizacji Wyzwolenia Palestyny.

## Ideologia
Głosi poglądy lewicowe i socjalistyczne. Dąży do utworzenia niepodległej Palestyny o demokratycznym ustroju. Od początku popierała palestyńsko-izraelski proces pokojowy i sprzeciwiała się atakom terrorystycznym.